# Fornos (Castelo de Paiva)
Fornos ist eine Gemeinde im Norden Portugals.
Fornos gehört zum Kreis Castelo de Paiva im Distrikt Aveiro, besitzt eine Fläche von 4,1 km² und hat 1277 Einwohner (Stand 19. April 2021).